# Alfred Borgström
Johan Alfred Borgström, född 14 maj 1855 i Östra Ryds socken, Östergötland, död 10 december 1941 i Stockholm, var en svensk frikyrkoman och tidningsman.
Alfred Borgström var son till skomakaren Lars Svensson Borgström. Han gick först i lära i faderns yrke. 1876 anslöt sig Borgström till Norrköpings baptistförsamling och blev 1878 predikant inom rörelsen. 1880-1884 genomgick han Betelseminariet och blev därefter pastor i Uppsala baptistförsamling. Tillsammans med J. Byström startade han 1884 tidningen Svenska härolden och kvarstod i tidningens ledning fram till 1891. 1889 inträdde han i ledningen för den av Adolf Drake grundade Wecko-posten, och kvarstod som dess redaktör fram till kort före sin död, då han av sjukdom tvingades lämna befattningen. Borgström utgav även en mängd skrifter inom baptismens område, bland annat Hafva vi religionsfrihet i Sverige? (1888) och tillsammans med Adolf Drake Svenska baptisternas historia (1898). Borgström var ofta svensk representant vid internationella baptistkonferenser.